# ОАЭ на Сурдлимпийских играх
ОАЭ участвует в летних Сурдлимпийских играх с Игр 2009 года, в зимних Сурдлимпийских играх на настоящий момент не участвовали ни разу.

## Медальный зачёт

### Медали летних Сурдлимпийских игр
| Год  | Золото | Серебро | Бронза | Всего |
| 2022 | 1      | 0       | 1      | 2     |